# مويسيس هنريكيس
مويسيس كونستانتينو هنريكس  ولد يوم 1 فيفري 1987 بمدينة ماديرا البرتغالية وهو لاعب كريكيت أسترالي دولي يلعب لصالح أستراليا ونيو ساوث ويلز وسيدني سيكسرز . متعدد المهارات ، وهو أول لاعب كريكيت ولد في البرتغال يلعب لصالح أستراليا في مباراة دولية. 